# أحمد علي (منافس ألعاب قوى)
أحمد علي (بالإنجليزية: Ahmed Ali) هو منافس ألعاب قوى أمريكي، ولد في 15 نوفمبر 1993 في هيوستن في الولايات المتحدة.

## وصلات خارجية
- أحمد علي على موقع الاتحاد الدولي لألعاب القوى (الإنجليزية)
- أحمد علي على موقع أوليمبيديا (الإنجليزية)